# Banksiola calva
Banksiola calva is een schietmot uit de familie Phryganeidae. De soort komt voor in het Nearctisch gebied.